# Der Zauberer Februar
Personnages
- Saturnus
- Februar
- Herr von Bieder, riche propriétaire terrien
- August, Fanny, ses enfants
- Amalie, l'épouse d'August
- Carl Treuhold, un peintre, fils adoptif de von Bieder
- Görgel Blasi, meunier
- Pulverhörnl, gardien du château
- Mümmel, l'administrateur
- Marie, sa fille
- Christel, la servante
- Jette, la gouvernante d'Amalie
- Pfiff, le majordome d'August
- Kammerrath Walter, Assessor Eichberg, Herr von Spuhl, Herr von Linden, voisins et amis de von Bieder
- Anton, Chasseur avec von Bieder
- Philipp, Le majordome de von Bieder
- Frischmann, le ferronnier
- Strudel, le cuisinier
- Zapf, le maître d'hôtel
- Franz, Thomas, chasseurs

Der Zauberer Februar oder Die Überraschung (en français, Le Magicien Février ou Le Surprise) est une pièce avec chant en deux actes de Johann Baptist Frey avec des paroles de Johann Nestroy et sur une musique d'Adolf Müller senior, donnée pour la première fois le 12 février 1833.

## Synopsis
Le riche propriétaire von Bieder adore les surprises heureuses. Il cherche ainsi à rendre heureuse sa fille Fanny. Par conséquent, tous ses prétendants rivalisent pour gagner son cœur. Pulverhörnl, le gardien du château, croit avoir la meilleure idée en faisant un faux enlèvement avec des voleurs déguisés en serviteurs. Le peintre Karl Hold Audit, l'amant de Fanny, peut toutefois avec l'aide du magicien Februar et le soutien de Saturnus battre les concurrents dans tous les domaines : dans une performance allégorique, il fait apparaître devant Bieder le portrait de l'empereur François et de son épouse Caroline.

## Histoire
Nestroy écrit cette pièce à l'occasion du carnaval du Theater an der Wien, cependant il tarde à rendre son texte. Il s'inspire ainsi des dates d'anniversaire de l'empereur François, le 12 février, et de son épouse Caroline, le 8 février. Ainsi Johann Baptist Frey, le metteur en scène, a écrit l'histoire et Johann Nestroy les paroles. Selon Otto Rommel, Johann Nestroy est l'auteur principal et Frey le co-auteur. Le manuscrit original est perdu.
Der Zauberer Februar est donné à huit reprises. Si Der Zauberer Februar ouvre le carnaval, Der Feenball le clôture. 
Johann Nestroy interprète Görgel Blasi, Wenzel Scholz Pulverhörnl, Carl Carl Februar, Friedrich Hopp Mümmel, Ignaz Stahl von Bieder, Elise Zöllner Christel, Eleonore Condorussi Jette. On retrouvera le personnage de Christel dans Der böse Geist Lumpacivagabundus, donnée en avril 1833.
Johann Strauss dirige son orchestre lors de la première, l'orchestre sera ensuite dirigé par Joseph Lanner.